# Titularbistum Matrega
Matrega ist ein Titularbistum der römisch-katholischen Kirche. 
Es geht zurück auf einen antiken Bischofssitz in der Stadt Phanagoria in der griechischen Kolonie auf der Taman-Halbinsel am Kimmerischen Bosporus. 
| Titularbischöfe von Matrega |                         |                                                                    |                  |                |
| Nr.                         | Name                    | Amt                                                                | von              | bis            |
| 1                           | Teofilius Matulionis    | Weihbischof in Minsk-Mahiljou (Weißrussland)                       | 8. Dezember 1928 | 9. Januar 1943 |
| 2                           | Rafael González Estrada | Weihbischof in Quetzaltenango Weihbischof in Guatemala (Guatemala) | 16. Mai 1944     | 7. März 1994   |